# Elbert Howard
Elbert Howard (Chattanooga, 5 de gener de 1938 - Santa Rosa, 23 de juliol de 2018), més conegut com a Big Man, va ser un activista estatunidenc i un dels membres fundadors del Partit de les Panteres Negres.

## Biografia
Howard va passar diversos anys a la Força Aèria dels Estats Units d'Amèrica a Europa. Després de llicenciar-se es va traslladar a Oakland. Mentre assistia al Merritt College, Howard va conèixer Bobby Seale i Huey P. Newton. El 1966, als 28 anys, es va convertir en un dels sis membres fundadors originals del Partit de les Panteres Negres, juntament amb Bobby Seale, Huey P. Newton, Bobby Hutton, Reggie Forte i Sherman Forte. Howard en va ser un membre actiu des de 1966 fins al 1974, i va actuar com a viceministre d'informació de les Panteres Negres, sovint exercint com a portaveu principal del partit mentre altres membres estaven empresonats.
Després de 1974, Howard va tornar a Tennessee. A Memphis, va formar part dels consells d'administració de diverses institucions educatives progressistes afroamericanes. El 2001, va publicar les seves memòries, Panther on the Prowl, que cobria l'ascens i la caiguda de les Panteres Negres.
Fins a la seva mort, Howard va viure a Forestville amb la seva dona, Carole Hyams. Es van casar el 2007. Va ser fundador de la Police Accountability Clinic & Helpline del comtat de Sonoma i membre de la junta de la KWTF, una emissora de ràdio comunitària. Com a amant del jazz, va presentar programes de jazz i blues a diverses emissores de ràdio.